# Vecinii de dedesubt
Vecinii de dedesubt (titlu original: Les gaspards, cu sensul de Șobolanii) este un film franțuzesc din 1974 co-scris și regizat de Pierre Tchernia. Rolurile principale au fost interpretate de actorii  Michel Serrault și Chantal Goya. A câștigat Premiul Saturn pentru cel mai bun film fantastic. 

## Distribuție
- Michel Serrault - Jean-Paul Rondin
- Chantal Goya - Marie-Hélène Rondin
- Philippe Noiret - Gaspard de Montfermeil
- Michel Galabru - le commissaire Lalatte
- Annie Cordy - Ginette Lalatte
- Charles Denner - le ministre des Travaux publics
- Prudence Harrington - Pamela Pendleton-Pumkin
- Gérard Depardieu - le facteur (pe românește poștașul)
- Jean Carmet - Paul Bourru
- Roger Carel - Alberto Sopranelli